# برينت سانشو
برينت سانشو (بالإنجليزية: Brent Sancho)‏، من مواليد 13 مارس 1977 في بورت أوف سبين في ترينداد وتوباغو، وهو لاعب كرة قدم من ترينداد وتوباغو، وهو يلعب مع نادي غالينغهام.
بدأ مسيرته الكروية مع نادي جامعة سانت جونز في نيويورك، وفي عام 1999 انتقل إلى نادي ميبا، وبعدها انتقل إلى نادي تيرفاريت، وفي عام 2000 انتقل إلى نادي تشارلستون باتري، وفي موسم 2001/2002 انتقل إلى نادي بورتلاند تامبرز، وفي عام 2003 لعب مع نادي سان خوان جابلوته، وأكمل العام مع نادي جو ببلك، وفي عام 2003 انتقل إلى نادي ديندي يونايتد الإسكتلندي، ولعب معهم لمدة موسمين، وشارك في 44 مباراة وسجل هدفين، ومنذ عام 2005 وهو يلعب مع نادي غالينغهام.
و قد لعب مع منتخب ترينداد وتوباغو لكرة القدم منذ عام 1999 وحتى عام 2006، وقد شارك معهم في كأس العالم لكرة القدم 2006، وقد ساعد منتخب ترينداد وتوباغو لكرة القدم على التعادل مع منتخب السويد لكرة القدم، وفي المباراة الثانية أمام منتخب إنجلترا لكرة القدم، صعد بيتر كراوتش فوقه وسجل هدف منتخب إنجلترا لكرة القدم الأول، وقد سجل هدفا في مرماه في مباراتهم أمام منتخب باراغواي لكرة القدم، وقد أعلن في 9 أكتوبر 2006 أنه سيعتزل اللعب على الصعيد الدولي، وقد شارك في 62 مباراة.

## روابط خارجية
- برينت سانشو على موقع الاتحاد الدولي (مؤرشف)  (الإنجليزية)
- برينت سانشو على موقع قاعدة بيانات كرة القدم.إي يو (الإنجليزية)
- برينت سانشو على موقع ناشيونال فوتبول تيمز (الإنجليزية)
- برينت سانشو على موقع Soccerbase.com (لاعب) (الإنجليزية)
- برينت سانشو على موقع Soccerway.com (الإنجليزية)
- برينت سانشو على موقع كووورة